# Africotriton
Africotriton is een geslacht van weekdieren uit de klasse van de Gastropoda (slakken).

## Soorten
- Africotriton adelphum Bouchet & Petit, 2002
- Africotriton carinapex Beu & Maxwell, 1987
- Africotriton crebriliratus (G. B. Sowerby III, 1903)
- Africotriton fictilis (Hinds, 1844)
- Africotriton kilburni Beu & Maxwell, 1987
- Africotriton multinodulatus Beu & Maxwell, 1987
- Africotriton petiti Beu & Maxwell, 1987